# Đào Xá, Thanh Thủy
Đào Xá là một xã thuộc huyện Thanh Thủy, tỉnh Phú Thọ, Việt Nam.
Xã Đào Xá có diện tích 24,17 km², dân số năm 1999 là 10333 người, mật độ dân số đạt 428 người/km².